# La mujer en la alfarería

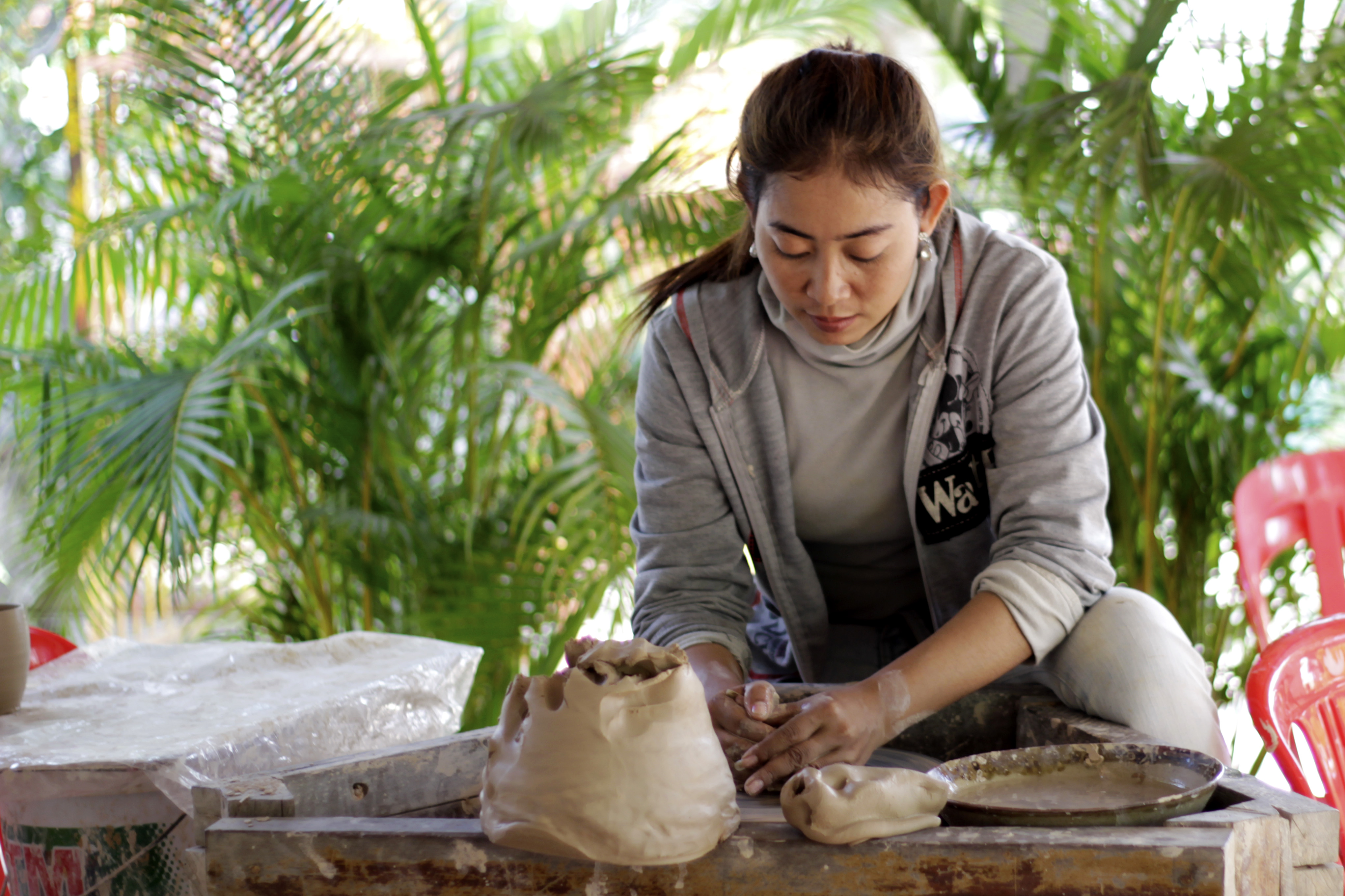
Alfarera Jemer (Camboya) amasando la 'pella' de barro antes del modelando (2015).

La mujer en la alfarería comprende el conjunto de manifestaciones artesanales y estudios etnográficos que conforman tal actividad. El fenómeno ha sido enunciado por estudiosos y especialistas bajo diversos nombres, entre ellos alfarería femenina y mujeres alfareras. La documentación recogida sobre el tema no permite asegurar que exista una diferencia de género en la producción hecha por mujeres, y por lo general su participación tanto conjunta como exclusiva, ha estado determinada por factores económicos, sociológicos y en algunos casos religiosos. Tampoco son determinantes los estudios sexistas sobre el tema, a la luz de la muy diversa y en suma escasa documentación sobre la distinta o excluyente presencia de mujeres y hombres en la historia ancestral de la alfarería y la cerámica.

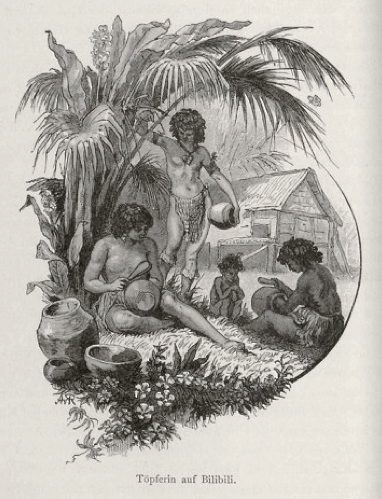
Mujeres alfareras en Bilibili Papua Nueva Guinea, hacia 1884-1885, según ilustración en el estudio del explorador alemán Otto Finsch.

## Actividad doméstica
Arqueólogos e historiadores han otorgado a la mujer el título de primera alfarera de la historia por su papel sedentario frente al dinámico del hombre. Mientras el hombre caza o hace la guerra, las mujeres cubren las necesidades domésticas, entre las que una de las más antiguas sería la fabricación de utensilios en las primitivas sociedades agrícolas. La tesis ha sido reforzada a lo largo del siglo XX por los datos recopilados por antropólogos y etnógrafos a partir de sus trabajos de campo con los grupos indígenas sobrevivientes. En esta tarea puede citarse la obra de Hélène Balfet entre comunidades alfareras del Norte de África (Marruecos, Argelia y Túnez). En el continente americano, las tesis de Balfet se repiten en los estudios —también de 1965— del antropólogo Sigvald Linne, que otorgan a la mujer en los pueblos nativos la exclusiva del trabajo alfarero, exceptuando las Altas Culturas y los imperios precolombinos.

## Alfarería femeninaen Europa
A pesar de las pocas monografías dedicadas al tema, diferentes estudios, como parte de trabajos de campo o tesis (en disciplinas como la antropología, arqueología y etnografía), permiten el seguimiento de la presencia de la mujer en las labores de alfarería en distintos espacios de la vieja Europa. Ya a partir de trabajos del antropólogo especializado en la Prehistoria Adolph Riet, se documenta la historia de la mujer alfarera europea en alfares gremiales franceses (Redon) de mediado el siglo XVII, y en la Península de Jutlandia. Y antes, unos grabados fechados en 1490 dejan referencia de mujeres torneando piezas en la Alemania del siglo XV. El avance de técnicas, maquinaria y la propia necesidad de la producción industrial consiguió que, salvo en focos aislados de Dinamarca y Las Hébridas, los procesos de manufactura alfarera tan ligados a la presencia de la mujer en esta artesanía desaparecieran en Europa, a excepción de la península ibérica. Así, en Portugal, hay que citar los importantes centros alfareros de Gove (Baiao), Gondar (Amarante), Vila Seca (Vieira do Minho), Pinela (Trás-os-Montes) o Malhada Sorda en la región de Beira.

## En España
Se conserva abundante material de la producción de la mujer en alfares españoles, tanto insulares como peninsulares, en Centros y Museos etnográficos de las distintas autonomías españolas, así como en colecciones particulares como la de Juan Vicente Alvado, en Alicante, o la del museo del cántaro de Valoria la Buena, en la provincia de Valladolid.

### Focos del noroeste
Los núcleos con mayor participación de la mujer en el trabajo alfarero en el noroeste de la península ibérica se han desarrollado en localidades aisladas de Asturias y Galicia y de formas más exclusiva en la provincia de Zamora.

#### Foco zamorano

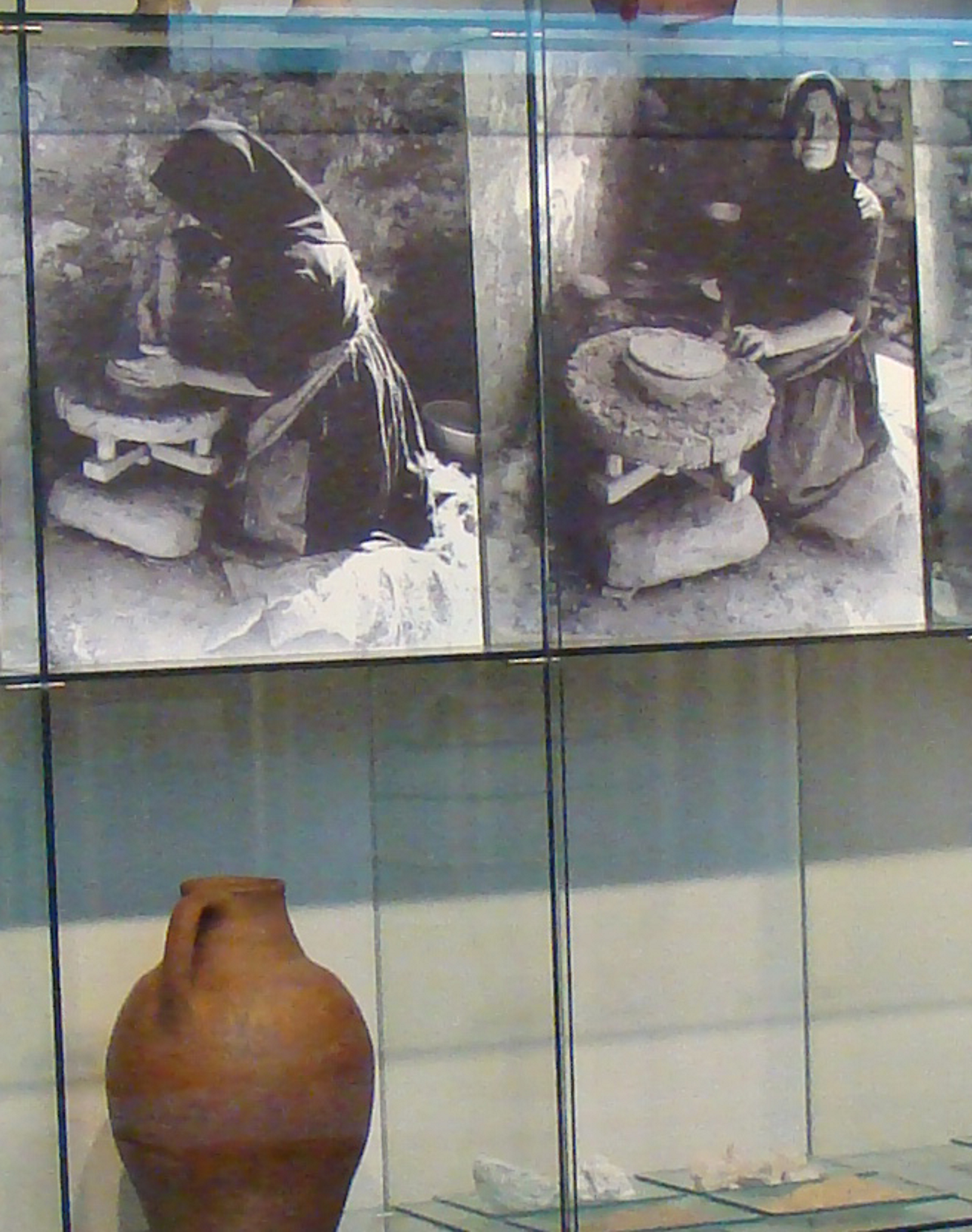
Alfareras trabajando en el primitivo torno de mano (torneta), en la documentación visual del Museo Etnográfico de Castilla y León (Zamora).

A comienzos del siglo XXI permanecían activos centros alfareros tradicionalmente ocupados por mujeres en la provincia de Zamora, en Moveros y Pereruela, habiendo desaparecido ya los de Muelas del Pan y Carbellino de Sayago. En todos ellos se ha fabricado alfarería de basto de uso diario, desde las tradicionales piezas de almacenamiento para el agua como la cacharrería específica para el fuego.

#### Focos en Galicia y Asturias
En las localidades con mayor tradición de esta zona la actividad ha sido mixta, mujeres y hombres compartían las diferentes tareas de la sencilla pero variada cadena de producción alfarera: 1) extracción y preparación de la arcilla o barro alfarero; 2) modelado manual o con ayuda de tornos; 3) secado de la pieza y pulido de sus superficies; 4) horneados y ocasional vidriado. También habría que incluir los diferentes tipos de decoración (incisa, grabada o esgrafiada, etc) así como los bruñidos, engobes y esmaltados.
Siguiendo las riberas del Miño y el Sil queda noticia de alfarería femenina en localidades como Ramiranes, Santo Tomé, Lovios, Portomourisco y O Xeixo, si bien el núcleo de participación más importante en Galicia se desarrolló en Gundivós (Lugo), en tierras de la Ribera Sacra, con fuertes referencias a la actividad paralelamente existente en el Norte de Portugal.
En Asturias se conservan variada documentación, materiales y memoria viva de localidades alfareras como San Miguel de Ceceda, Lamas de Mouro, Miranda o Faro, como núcleos con mayor peso de la presencia de la mujer tanto en la producción de enseres como de su distribución y venta (las populares "cacharreiras"). De los estudiosos que mayor esfuerzo han aportado en este capítulo destaca quizá José Manuel Feito, recopilador además de un interesante legado en su museo de cerámica negra.

### Foco manchego
Ya en la marca de la meseta inferior, la participación de la mujer en la alfarería manchega ha estado tradicionalmente ligada a las localidades de Mota del Cuervo (Cuenca), de Villarobledo (Albacete) y de varios focos en la provincia de Ciudad Real, como La Solana, pueblo en el que hasta la década de 1940 el gremio de "tenajeras" (o "barreras") ocupaba la calle del Barro en el arrabal del Santo.
En este entorno geográfico podría incluirse el núcleo mixto de un gran centro de producción con excelentes "barreras" de arcilla y un gran mercado, por su vecindad con la ciudad de Madrid. Hoy casi desaparecido, las referencias históricas y algunos estudios recientes destacan el foco de alfareros y alfareras de Alcorcón (Madrid).

### Foco canario

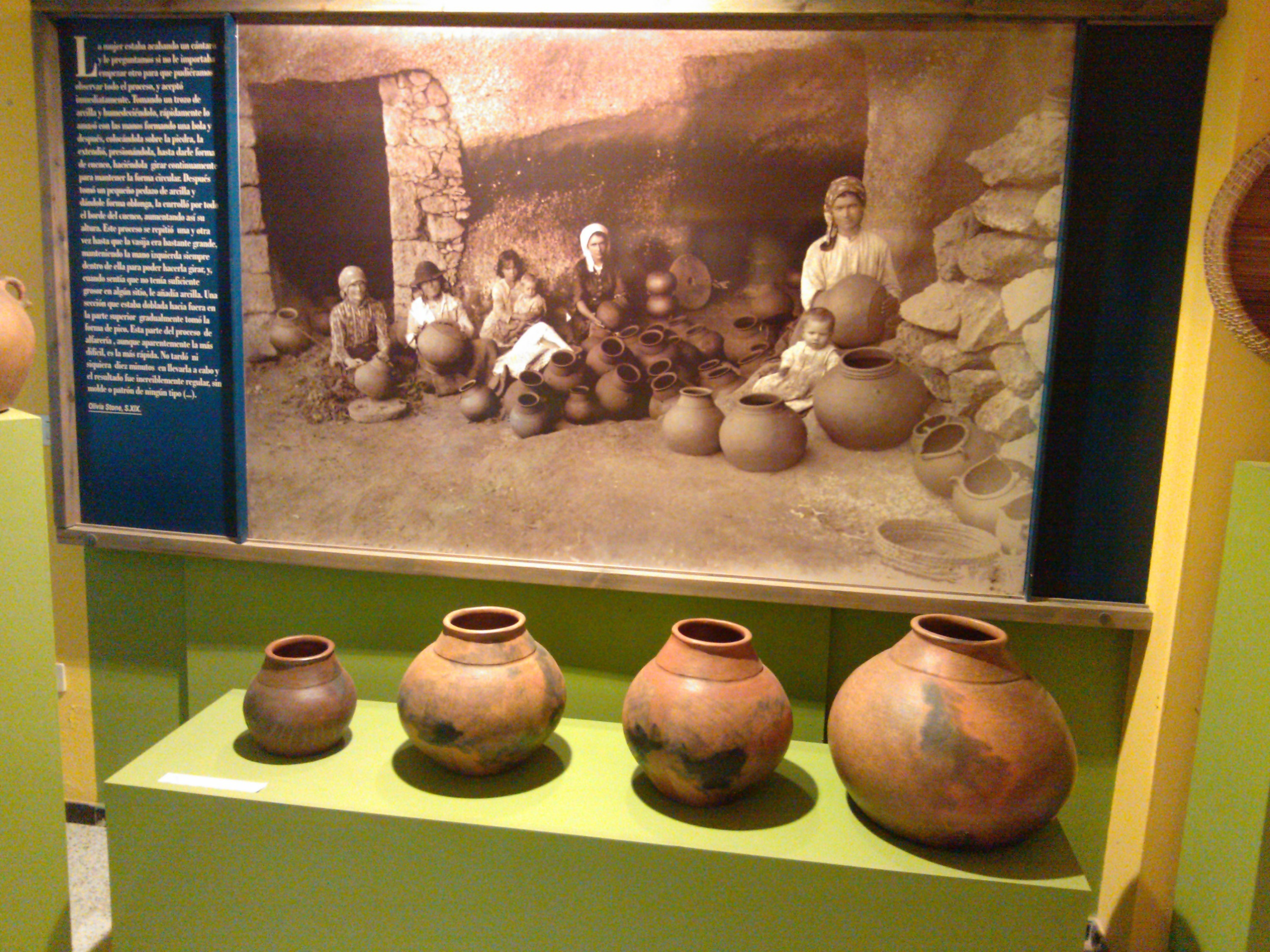
Foto del Archivo Histórico en la muestra del Centro Locero "La Atalaya", en Gran Canaria, donde se aprecia la actividad gremial-familiar de las loceras canarias.

En el conjunto del archipiélago Canario se han conservado hasta finales del siglo XX al menos dieciséis importantes focos alfareros, de cacharrería básica de uso doméstico, cuya producción en las diferentes islas fue exclusiva de las "loceras". Aunque tardía, existe abundante documentación sobre su actividad y características, aunque todavía no ha sido unificada ni normatizada con rigor etnográfico. El mejor legado documental se conserva quizá en los distintos centros loceros, ecomuseos y casas-alfar recuperados y protegidos por los distintos cabildos.

#### Una relación básica de los focos loceros canarios

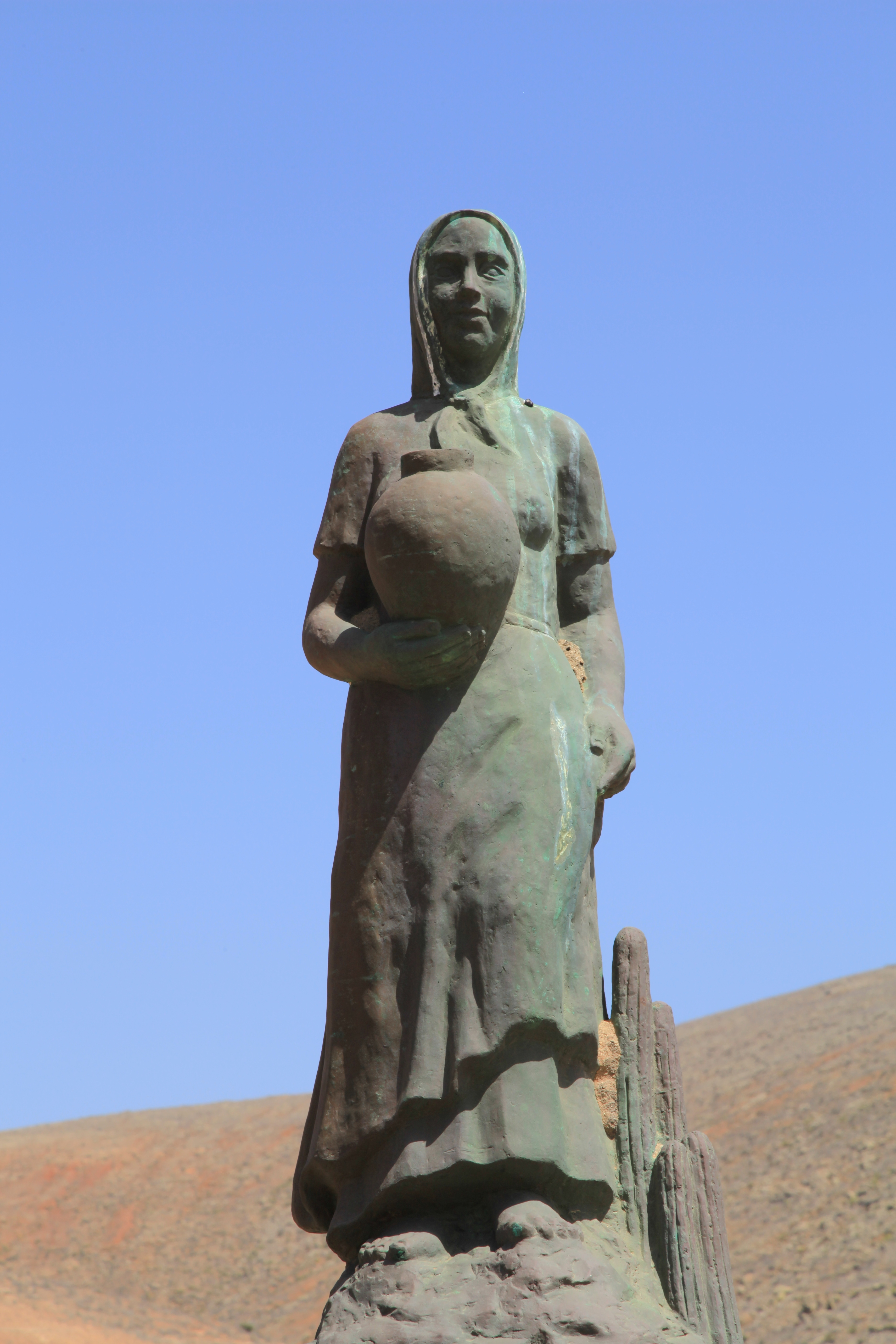
Monumento a la locera majorera en Betancuria.

- En Gran Canaria, destacan los núcleos trogloditas del barrio de la Atalaya de Santa Brígida, las cuevas de Hoya de Pineda (en Santa María de Guía y Gáldar, propiedad de La Fundación Néstor Álamo), Tunte (Santa Bartolomé de Tirajana) y Lugarejos (Artenara).
- En Tenerife, además de La Victoria de Acentejo, hay que anotar los alfares de Arguayo y La Guancha.
- En la isla de La Gomera, además de las loceras de El Cercado, uno de los centros de mayor tradición en las Islas Canarias, la historiadora y etnógrafa Natacha Seseña citaba en 1997, como extinguidos, otros seis: Alajeró, Arure, Benchijigua, El Gato, Erque y La Fortaleza.[34]
- En Fuerteventura, la isla con mayor desarrollo de la alfarería trashumante (junto con La Palma), han quedado los centros del Valle de Santa Inés (Betancuria) y Tindaya.
- En la isla de San Miguel de La Palma, con una riqueza arqueológica de alfarería negra heredera de la cerámica aborigen canaria, también conocida como cerámica auarita, conservaba activas en 1914 ocho loceras, según estudio del investigador Lorenzo Perera.[36]
- En Lanzarote, además de la actividad en el importante centro de "El Mojón" en Teguise, pueden citarse los alfares de Muñique y Arrecife.

En el capítulo testimonial, el grado de identidad cultural alcanzado por las loceras canarias ha supuesto, además de su legado etnográfico-histórico, el reconocimiento de un pueblo que, por afirmación autonómica, ha llevado a homenajear a aquellas mujeres de las centurias XIX y XX (en su mayoría analfabetas) cuyos nombres pueden leerse en el siglo XXI tanto bautizando centros y escuelas, o reunidas y representadas en la escultura anónima de una corporación artesana, presentes en ciudades y caminos de la mayoría de las islas del archipiélago.

### Señas de identidad de las alfareras españolas
La doctora Yepes Sanchidrián propone algunas "Características generales de la alfarería femenina en España", que de manera resumida vendría a enunciarse así:
1. La mujer hace la manufactura, preparación y modelado de las piezas. El hombre extrae las arcillas, dirige la 'cochura' y se encarga de la venta y distribución.
2. La mujer trabaja con tornos muy primitivos, con técnicas primitivas de urdido y por lo general sentada en el suelo, de rodillas o en cuclillas.
3. La producción 'femenina' es elemental: lo básico y más funcional para uso doméstico, en su mayoría vasijas.
4. Usan hornos comunales de muy diversa tipología: en zanjas al aire libre cubiertas por la leña y cerámica vieja o lajas de piedra, y desde primitivos hornos excavados (Pereruela) hasta hornos de doble cámara y chimenea (Mota del Cuervo).
5. Las alfareras, ajenas por lo general a una dedicación exclusiva e integradas en la economía tradicional doméstica, suelen limitar su producción a determinados periodos del año, y en ocasiones sujeta a supersticiones y ritos.
6. A diferencia de los alfares de organización y estructura gremial sostenidos por los hombres, con maestros, aprendices, etc., la mujer no dispone de un obrador o taller, y su producción se realiza al aire libre (a la puerta de sus viviendas, bajo los hórreos, en patios y corrales).

### Alfarería ‘para’ la mujer
De especial valor etnográfico en la historia de la cerámica en España, es el conjunto de piezas fabricadas de manera específica para la mujer, y su carga de simbolismo antropológico. Un tesoro relacionado con el ciclo vital de la mujer, que comprende objetos de barro, atávicos, íntimos e intransferibles, hasta el punto de que en algunos casos ni siquiera se podían mostrar. Piezas simbólicas o emblemáticas que marcaban los periodos vitales de la hembra, su infancia, su incorporación a las labores domésticas o a la escuela, el noviazgo y la boda, el embarazo y el parto.
En este campo se enmarca la alfarería de novia y su variada colección de piezas, como la jarra de cuatro picos o de novia, de Lorca, Totana y otros focos murcianos; el botijo de novia onubense, tradicional en localidades como Higuera de la Sierra; los cántaros de novia repartidos por gran parte de la geografía española; el gánigo ceremonial en las Islas Canarias; o piezas singulares de alfarería de fuego, como la olla de boda manchega, típica de localidades como Castellar de Santiago; o la "olla de novia antigua", en Toledo, quizá una de las más arcaicas vasija de alago o de compromiso.

## En América

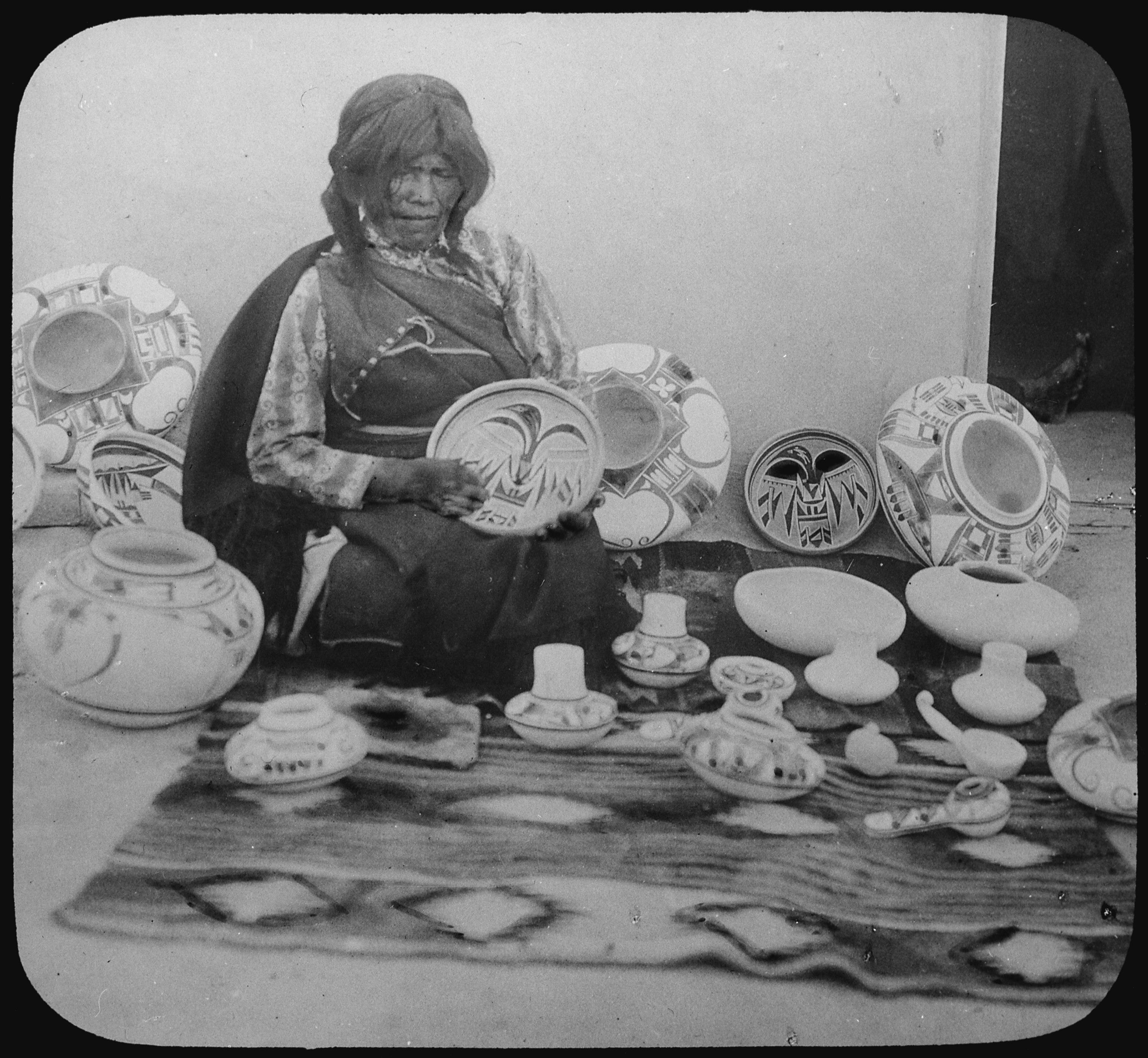
"Num-pa -yu" (Iris Nampeyo), alfarera hopi (Estados Unidos), en 1900.

Aunque compartiendo con los hombres parte de la producción, la alfarería de los pobladores precoloniales, los pueblos de las tres Américas, ha sido conservada y en buena medida elaborada por mujeres. Aunque la lista de referencia sería interminable pueden anotarse aquí algunos ejemplos, como los que pueden encontrarse en:
- La alfarería de los pueblos Anasazi, en lo que hoy es Colorado, Utah, Arizona y Nuevo México.
- La alfarería Lenca, en territorios de Honduras y El Salvador.
- La cerámica Pipil, cerámica Anaranjado Delgado, y cerámica Anaranjado San Martín, en México.
- La cerámica andina de los Huari, los Chancay y la Cultura Lima, en Perú y los Llolleo, en Chile.

## En África

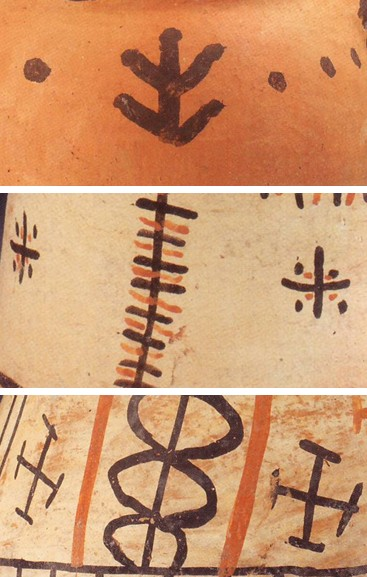
Signos vegetales y cruciformes como clave del simbolismo tribal bereber en la alfarería del Rif producida por mujeres.

Las culturas más primitivas y ancestrales del continente africano han guardado para los investigadores un tesoro documental vivo sobre la actividad de la mujer en el trabajo alfarero.
Uno de los focos mejor estudiados y con una autonomía de género más significativa es el compuesto por las alfareras del Rif, cuya actividad ancestral, además del valor utilitario en un ámbito rural primitivo, conserva y comunica las señas de identidad de un grupo étnico concreto: el pueblo bereber. Se han estudiado las coincidencias temáticas entre la cerámica rifeña y la conservada en los museos, procedente de culturas con 2300 años de antigüedad, y los especialistas coinciden en que la primitiva alfarería mediterránea con raíces en el Neolítico, (de la que las mujeres rifeñas son uno de sus últimos ejemplos vivos), desapareció casi totalmente en países como Egipto, Grecia, Italia, Francia y la península ibérica ya a partir de finales del siglo XVI.

## Alfareras y ceramistas
Todo parece indicar que desde su más oscuro origen artesano, la mujer y el hombre compartieron los procesos de fabricación de los ídolos de arcilla, la vajilla elemental y otros útiles primitivos. La documentación iconográfica, como única fuente contrastable, parece respaldar la tesis de que con el progreso hacia sociedades gremiales, los varones acapararon la cadena de producción aunque siguiendo dentro de un esquema familiar, donde todo el mundo participaba. La tímida industria que, desde el siglo XVIII y a lo largo del siglo XIX fue relevando en las sociedades occidentalizadas a los gremios alfareros, devolvió a la mujer un puesto complementario en el capítulo de la decoración. Entretanto, la alfarería elemental continuaba su esquema primitivo (básicamente desarrollado por mujeres) en las sociedades subdesarrolladas, esquema que aun pervivía en el inicio del siglo XXI.
También hay que observar, aunque no se ha estudiado suficientemente, el dato sociológico que a través de ciertas estadísticas en países muy desarrollados permite anotar la presencia de la mujer, ahora ya como ceramista titulada, que desde la segunda mitad del siglo XX, crea un espacio comercial con propia identidad. Es decir, la primitiva alfarera que trabajaba el barro por necesidad se ha convertido en una artesana que al trabajar por afición introduce en este campo los imperativos de la producción artística: genio, placer y mercado.

## Iconografía

Mujeres alfareras
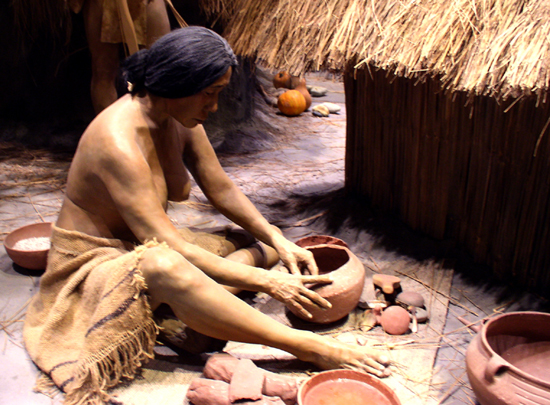
Alfarera Cahokia (cultura del Mississippi, en un diorama del Museo de figuras de los Estados Unidos, en Collinsville.
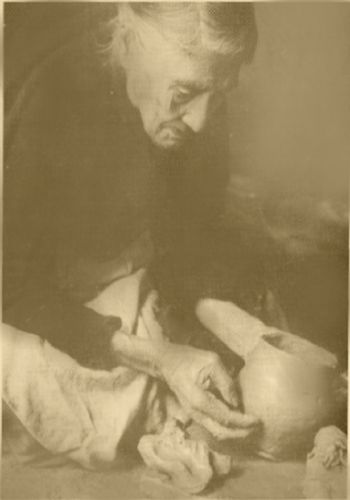
Alfarera chilena de La Trinidad (Marchigüe, modelando a mano una vasija (ca. 1900).
Alfareras palestinas de Ramala, levantando piezas de grande (cocio) y mediano tamaño (barreño), en 1905.
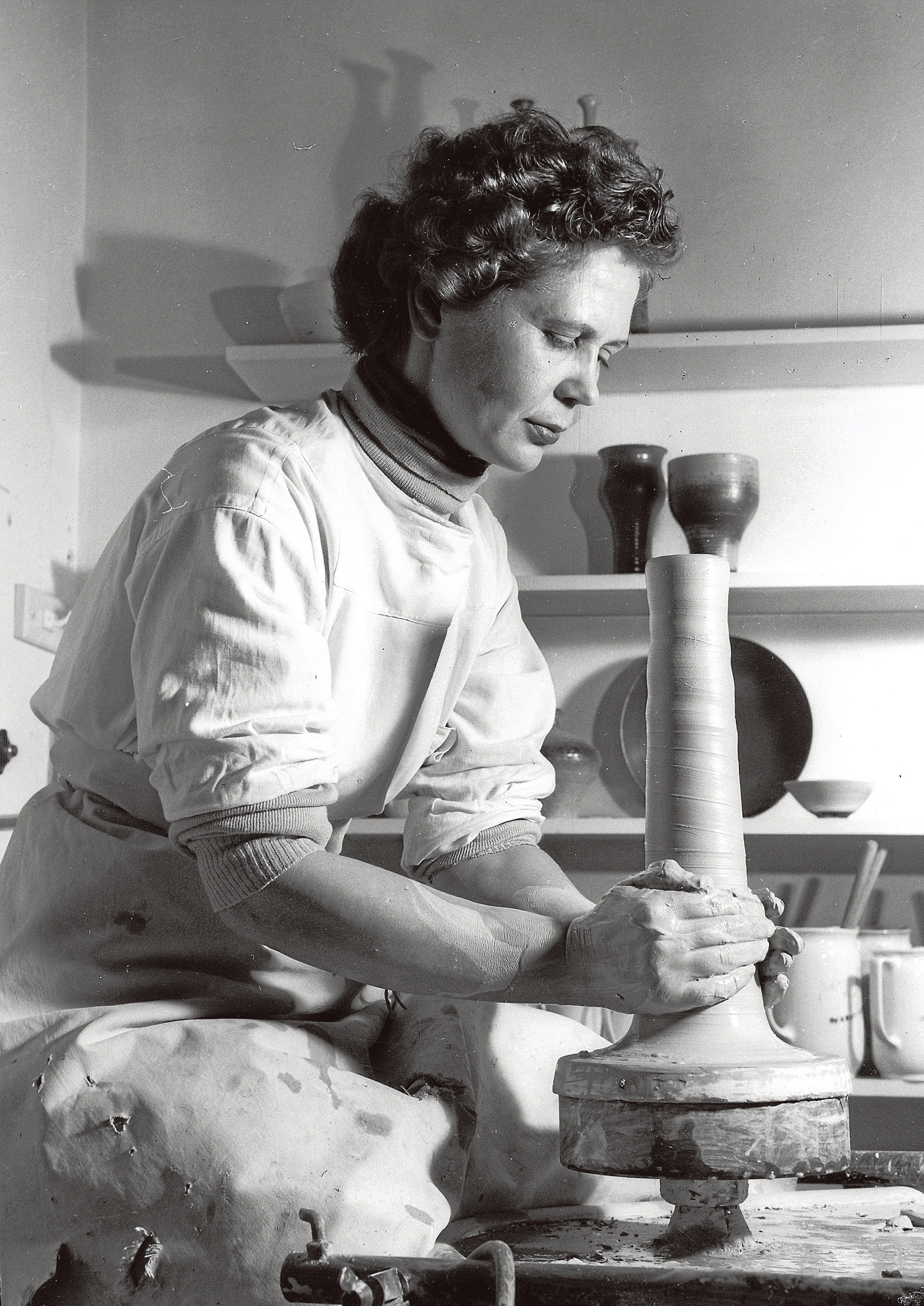
La alfarera finlandesa Kyllikki Salmenhaara (1960).
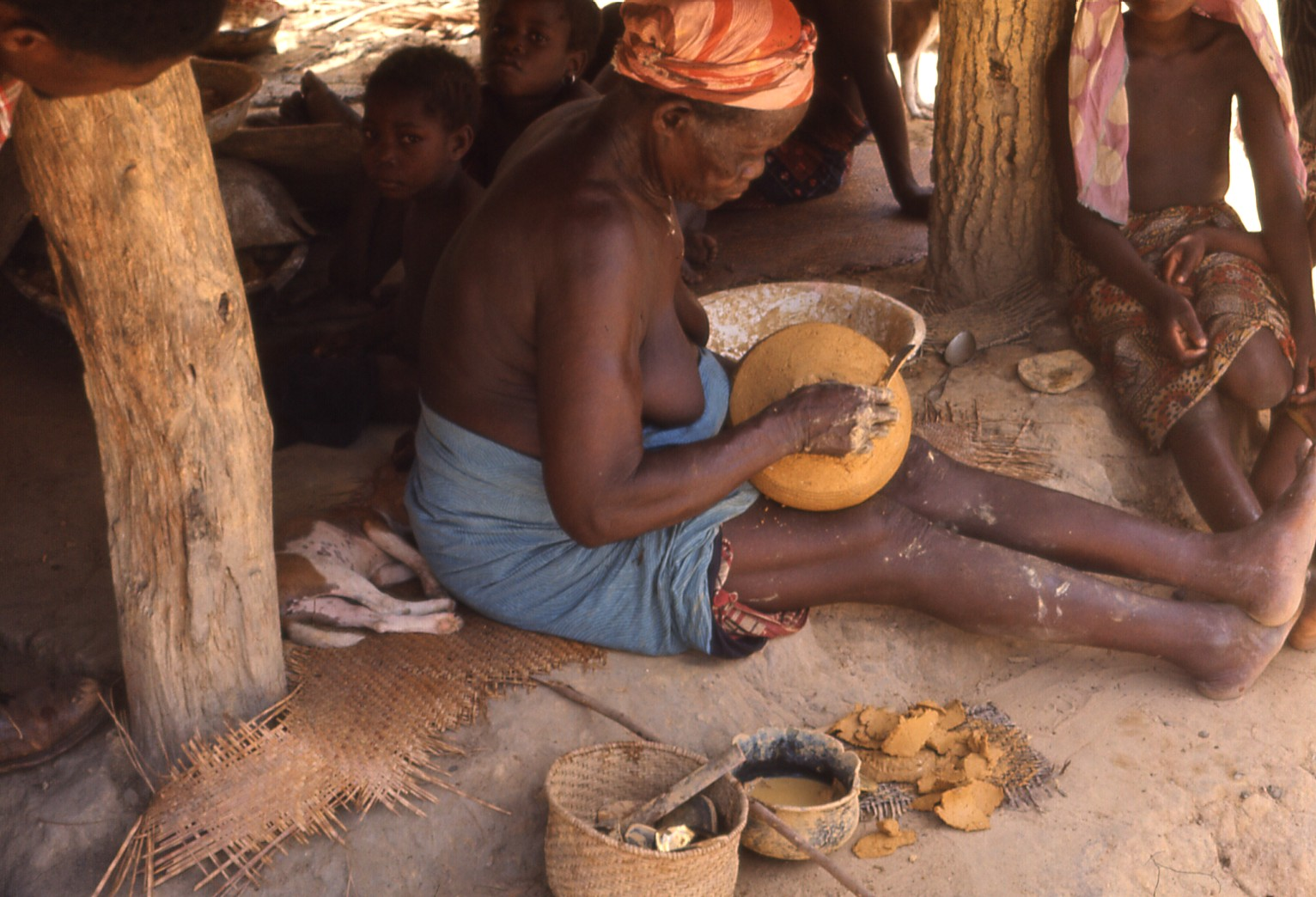
Alfarera de Kpeyi, Liberia, bruñendo (lijar y pulir) con herramientas primitivas un conjunto de objetos (1968).
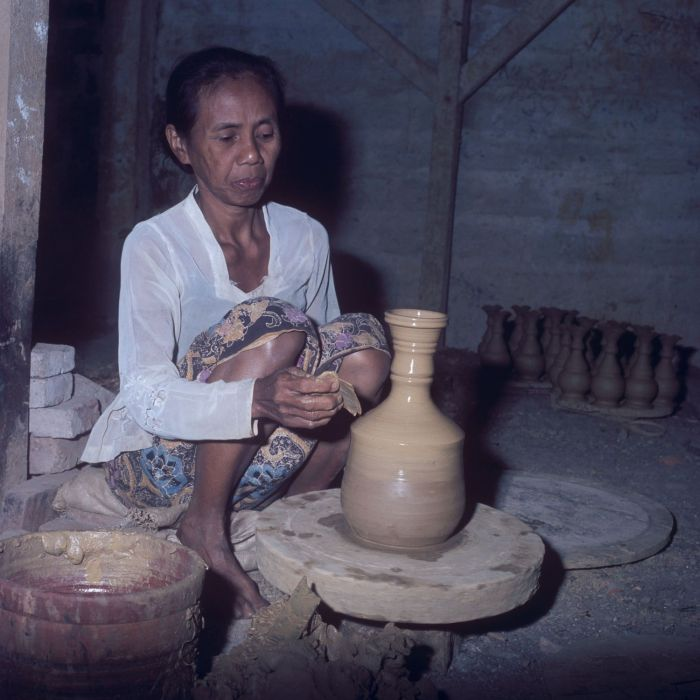
Trabajando en la rueda en el foco alfarero de Plered, en Purwakarta (Indonesia) (1980).